# Rovine, Dolj
Rovine sau cartierul Rovine II denumire dată de primăria Municipiului Craiova, este un sat ce aparține municipiului Craiova din județul Dolj, Oltenia, România. Se află în partea de nord a orașului la sud de Termocentrala Ișalnița. A nu se confunda cu cartierul Rovine din Craiova.
 Acest articol despre o localitate din județul Dolj este deocamdată un ciot. Puteți ajuta Wikipedia prin completarea lui.